# Râul Moașa, Avrig
Râul Moașa este un curs de apă, afluent al râului Avrig. 